# ジェイムズ・グラハム・パーソンズ
ジェイムズ・グラハム・パーソンズ（James Graham Parsons、1907年10月28日 - 1991年10月20日）はアメリカ合衆国の外交官。ラオス、スウェーデン大使を歴任した。

## 略歴・人物
マンハッタン出身。名門プレップ・スクールであるグロートン校を経て、1929年イェール大学を卒業する。1932年までニューヨーク大学ビジネススクールで学んだ後、グロートン校の後輩を秘書にしたいと考えていた新任の駐日アメリカ合衆国大使、ジョセフ・グルーの私設秘書として日本に同行する。
もともと外交官の職務に関心を持っていたことから外交官試験の準備を進め、1936年までグルーの秘書を務めた後、国務省に正規の外交官として入省する。ハバナ、奉天、オタワの副領事を経て国務省に戻り、欧州局英連邦部カナダ課長（1943-45年）、欧州局英連邦部次長（1945-47年）を務めた。1947年6月から48年11月までは、バチカン市国に対する大統領特別代表（事実上の駐バチカン大使）であったマイロン・テイラー（en:Myron C. Taylor）の補佐官を務めている。以後はニューデリー領事（1948-50年）、国防大学での研修（1950-51年）の後、ヨーロッパ地域局次長（1951-52年）、局長代理（1952-53年）を歴任した。
1953年、駐日アメリカ合衆国大使館参事官として東京に赴任し、同年7月から1956年4月まで首席公使を務める。1956年10月から駐ラオス大使としてビエンチャンに赴任し、パテト・ラオの勢力伸張が続く同地で1958年2月まで米国の影響力拡大に腐心した。ラオス離任後は極東担当国務副次官補を務めていたが、上司であるウォルター・ロバートソン次官補の辞職に伴い、1959年6月より極東担当国務次官補に任命され、1961年3月までアイゼンハワー政権末期のアジア政策立案に務めた。
1961年5月から67年4月までは駐スウェーデン大使を務める。その後は軍事産業大学（en:Industrial College of the Armed Forces）勤務、米加合同防衛常設委員会米側委員長などを経て、1970年に国務省を退官。ただし1970年から72年まで戦略兵器制限交渉の次席代表として再登板した。1991年、マサチューセッツ州ストックブリッジで死去。
トルーマン大統領図書館には関係者文書としてテイラー特別代表補佐官時代の文書と、生い立ちからトルーマン政権時代までの半生を語ったオーラル・ヒストリーが所蔵されており、また、ジョージタウン大学図書館には個人文書が寄贈されている。